# Wilhelm von Engerth
Wilhelm von Engerth (Pleß (Szilézia, Porosz Királyság), 1814. május 26. – Leesdorf (ma Baden bei Wien része),  1884. szeptember 4.) osztrák építész és mérnök, elsősorban a hegyvidéki vasutakra tervezett gőzmozdonyairól vált híressé. Öccse, Eduard von Engerth ismert történelmi- és életképfestő volt.

## Élete, munkássága
Wilhelm Engerth 1834-től Bécsben tanult, ahol először építész, majd gépész tanulmányokat folytatott. Iskoláinak elvégezése után Galíciában dolgozott, ahol építészként számos megbízást kapott. Bécsbe visszatérve a gépészmérnöki hivatást folytatta, a bécsi műszaki egyetem mechanika tanszékén először tanársegéd, később az ábrázoló geometria előadó professzora lett. 1844-től a Grazi Egyetem mechanika és gépészprofesszoraként tevékenykedett.
A hegyvidéki jellegű semmeringi vasút számára olyan szerkocsis gőzmozdonyt tervezett, amelyek adhéziós vontatással le tudta küzdeni az addig egyedülállóan nagy emelkedési viszonyokat, illetve képes volt csekély ívellenállással közlekedni a hegyi vasút kis sugarú íveiben. Az Engerth tervei alapján gyártásba vett gőzmozdonyokat, kifejlesztője után Engerth-rendszerű mozdonyoknak nevezték.
1850-ben műszaki tanácsossá választották az osztrák vasúti ügyekkel foglalkozó igazgatóságon, később a Kereskedelmi Minisztériumban a gépészmérnöki részleg vezetésével bízták meg. 1855-től az osztrák Államvasút-társaság (németül  Staatseisenbahngesellschaft, röviden StEG) vezetőségében kapott állást, majd a vasúttársaság főigazgatója lett.
1860-ban felhagyott az állami szerepvállalásokkal és az osztrák műszaki képzés átalakításán fáradozott. A Duna szabályozásának lelkes támogatója lett, Engerth úszó gátat (Brigittenauer Schwimmtor) tervezett, amellyel megvédte a bécsi Duna-csatornát a folyam zajló jegétől.
Az 1873-ban rendezett bécsi világkiállítás csarnokait nemcsak megtervezte, hanem azok építését is irányította. Kapcsolatai révén sürgette az Arlberg hegységen át vezetett vasútvonal (Arlbergbahn) építésének ügyintézését.
Engerthet 1874-ben az osztrák parlament felsőházának tagjává választották, majd 1875-ben érdemeinek elismerésére bárói címet kapott.

## Emlékezete
1886-ban Bécs Brigittenau nevű városrészében (XX. kerület) utcát nevezték el róla.